# Charidotella ecuadorica
Charidotella ecuadorica es un coleóptero de la familia Chrysomelidae.
Fue descrita científicamente en 1989 por Borowiec.